# Pont du Gard
Podul din Gard (în franceză Pont du Gard, în occitană Pònt de Gard) este un apeduct roman din sudul Franței, care există până în prezent.